# Philistina squamosus
Philistina squamosus är en skalbaggsart som beskrevs av Conrad Ritsema 1879. Philistina squamosus ingår i släktet Philistina och familjen Cetoniidae. Inga underarter finns listade i Catalogue of Life.